# Naskia
Naskia is een geslacht van weekdieren uit de klasse van de Gastropoda (slakken).

## Soort
- Naskia axiplicata Sysoev & Ivanov, 1985